# 히키지역
히키지역(일본어: 引治駅)은 일본 오이타현 구스군 고코노에정에 위치한 규슈 여객철도 규다이 본선의 철도역이다. 단선 승강장 1면 1선의 구조를 갖춘 지상역이다.

## 이용 현황
| 승차 인원 추이 | 승차 인원 추이    |
| 연도           | 1일 평균 이용객수 |
| -------------- | ----------------- |
| 2000           | 59                |
| 2001           | 74                |
| 2002           | 89                |
| 2003           | 74                |
| 2004           | 75                |
| 2005           | 58                |
| 2006           | 63                |
| 2007           | 57                |
| 2008           | 64                |
| 2009           | 63                |
| 2010           | 73                |
| 2011           | 70                |

## 역 주변
- 고코노에 정청
- 국도 제210호선
- 국도 제387호선

## 역사
- 1929년 12월 15일 : 일본 철도성(일본국유철도)의 역으로서 개업.
- 1987년 4월 1일 : 일본국유철도 분할 민영화에 의해, 규슈 여객철도가 승계.

## 인접 역
| 규다이 본선      | 규다이 본선   | 규다이 본선              |
| ---------------- | ------------- | ------------------------ |
| 에라 구루메 방면 | ■ 규다이 본선 | 분고나카무라 오이타 방면 |